# KZ-Außenlager Kaltenkirchen

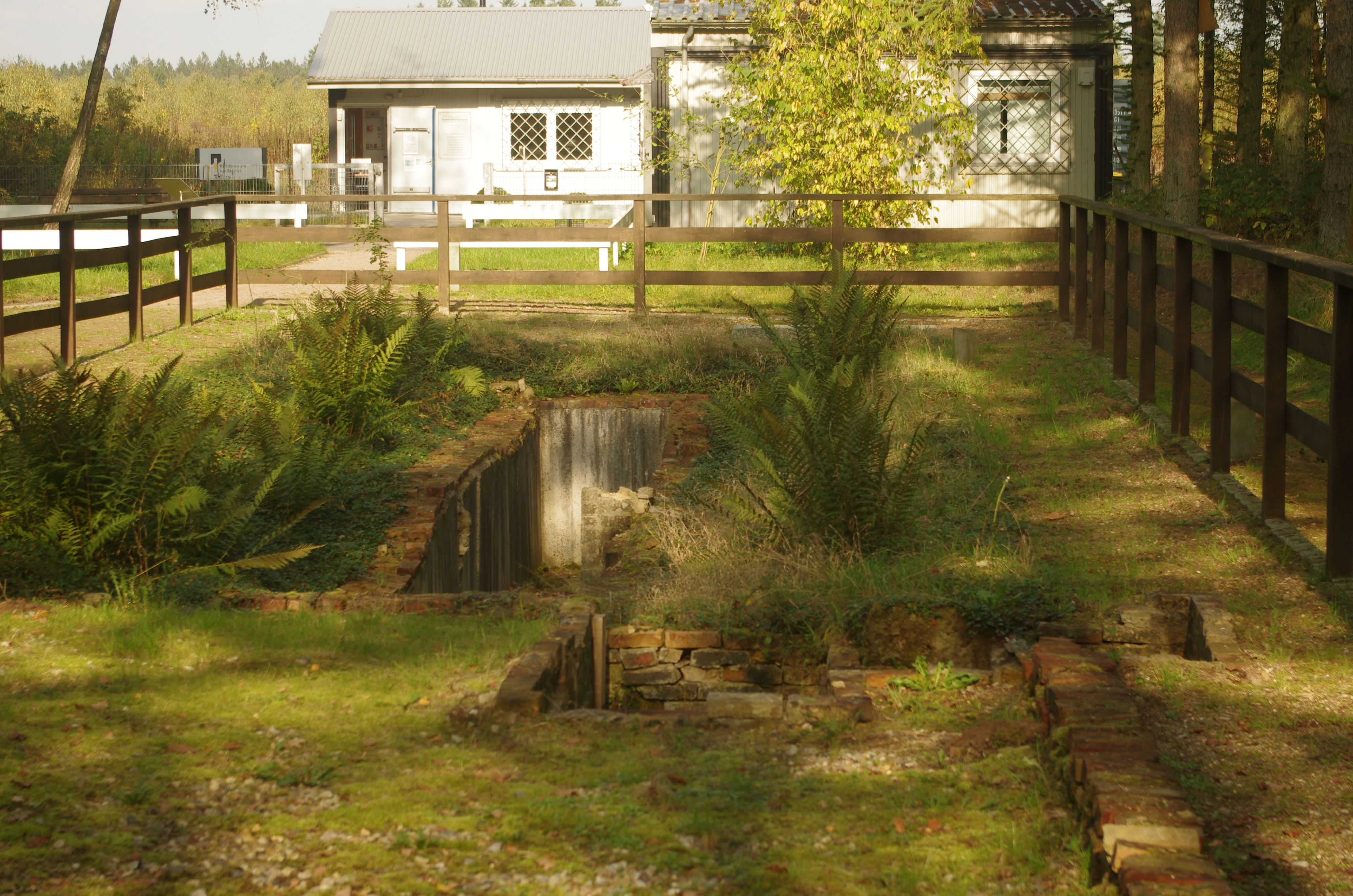
Fundamentreste der Latrinen- und Waschraumbaracke als einzige Gebäudereste des ehemaligen Lagers

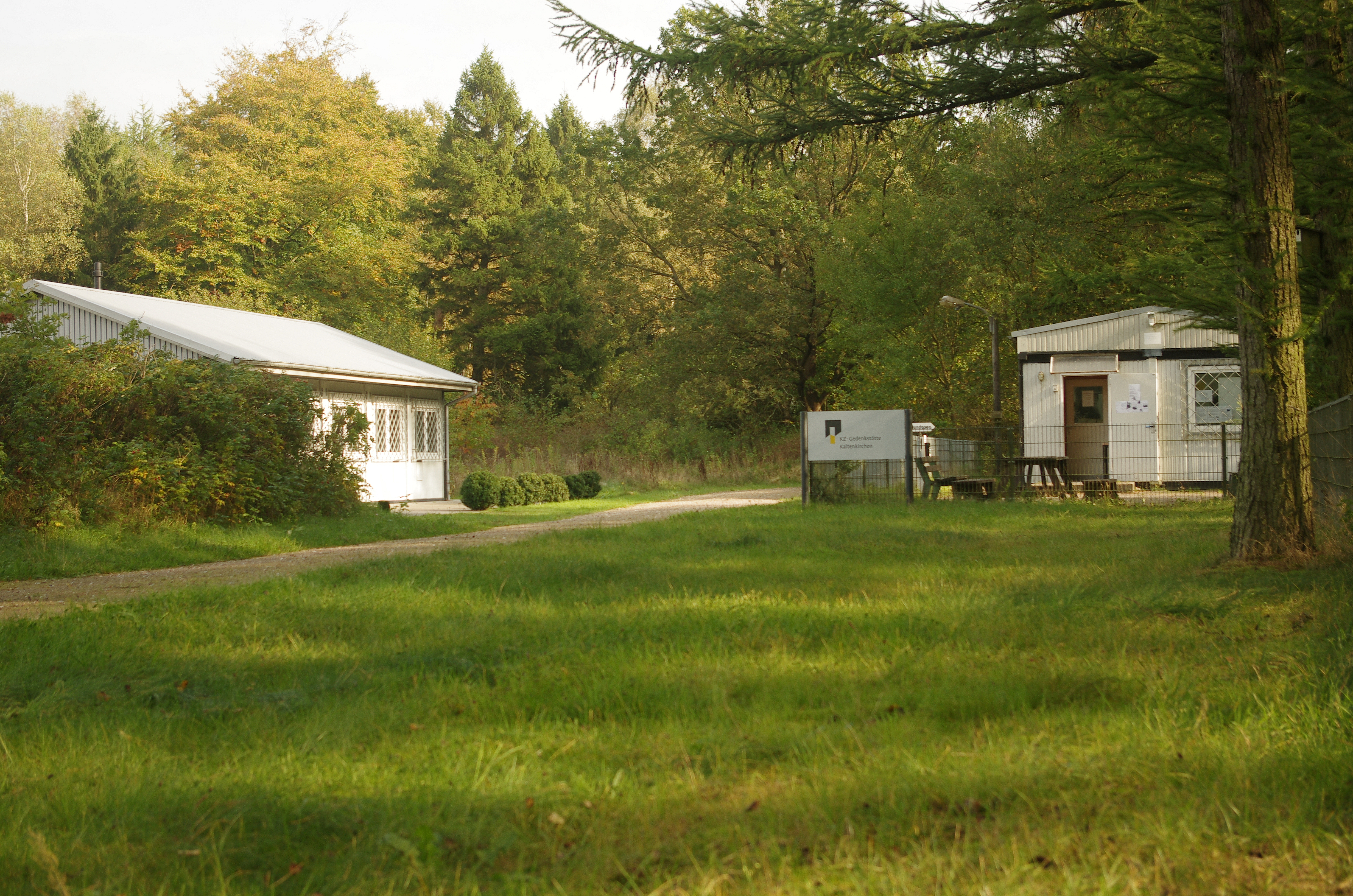
Eingangsbereich zur Gedenkstätte mit Ausstellungsgebäuden

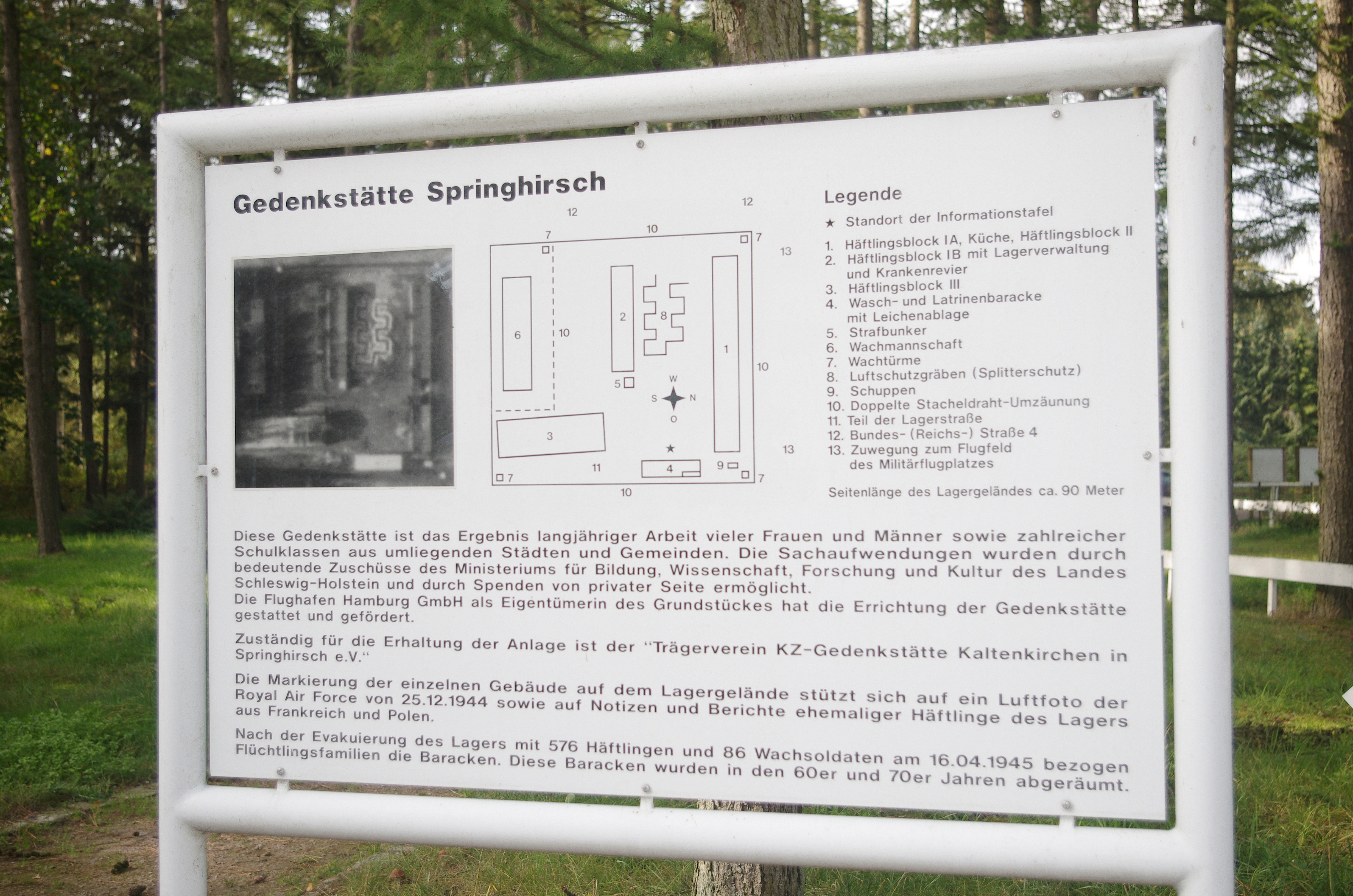
Informationstafel mit Geländeplan

Das KZ-Außenlager Kaltenkirchen war ein Außenlager des KZ Neuengamme; auch KZ-Außenkommando Kaltenkirchen genannt. Es befand sich im heutigen Ortsteil Springhirsch der Gemeinde Nützen im Kreis Segeberg in Schleswig-Holstein (zwischen Quickborn und Bad Bramstedt) und nicht im Stadtgebiet von Kaltenkirchen. Auf dem früheren Lagerareal wurde die KZ-Gedenkstätte Kaltenkirchen eingerichtet. 

## Geschichte des Lagers
Auf das Betreiben der Wehrmacht hin, in diesem Falle der Luftwaffe, errichtete die SS-Führung des Konzentrationslagers Neuengamme bei Hamburg im Sommer 1944 das Außenkommando Kaltenkirchen.
Die größtenteils jüdischen KZ-Häftlinge kamen aus den Niederlanden, Frankreich, Polen, der Sowjetunion und aus anderen besetzten Gebieten. Sie sollten die Start- und Landebahnen des Militärflugplatzes Kaltenkirchen für ein düsengetriebenes Jagdflugzeug (Strahljäger ME 262) ausbauen. Sie wurden mit Güterzügen zum Bahnhof Kaltenkirchen gebracht und mussten von dort 10 km bis zum Lager marschieren. Einige der teils völlig entkräfteten Gefangenen überlebten schon den Marsch vom Bahnhof zum Lager nicht.
Von August 1944 bis zur „Evakuierung“ des Lagers am 16. April 1945 ins KZ-Außenlager Wöbbelin wurden vermutlich 500 bis 700 Häftlinge zu Tode geschunden. Die Bestattungen fanden an unterschiedlichen Plätzen statt, die heute nicht mehr alle bekannt sind. In einem Massengrab(Lage) im 2 km entfernten Moorkaten liegen tote Häftlinge zusammen mit 180 sowjetischen Kriegsgefangenen begraben. Im Jahr 1951 wurden die Gebeine von 3 Holländern und 68 Franzosen in ihre Heimatländer überführt.

## Gedenkstätte
1997 stieß ein Bagger auf die Überreste der Wasch- und Latrinenbaracke des KZ-Außenkommandos Kaltenkirchen. Das gab den Anstoß zur Schaffung einer Gedenkstätte, die seitdem in stetigem Ausbau begriffen ist. Der Trägerverein der KZ-Gedenkstätte Kaltenkirchen in Springhirsch gründete sich 1999.
Das Dokumentenhaus (zwei Informationscontainer) und die Außenanlage der Gedenkstätte stehen als „Lernort der Geschichte“ den Schülern der Patenschulen und den Besuchern täglich zur Verfügung.
Die KZ-Gedenkstätte liegt 35 km nördlich von Hamburg an der Bundesstraße 4 etwa 2 km nördlich von Langeln und 4 km südlich von Lentföhrden.